# Senátní obvod č. 53 – Třebíč
Senátní obvod č. 53 – Třebíč je podle zákona č. 247/1995 Sb. tvořen celým okresem Třebíč.
Současnou senátorkou je od roku 2018 Hana Žáková, která nahradila Františka Bublana, jenž byl senátorem v letech 2012–2018.

## Senátoři

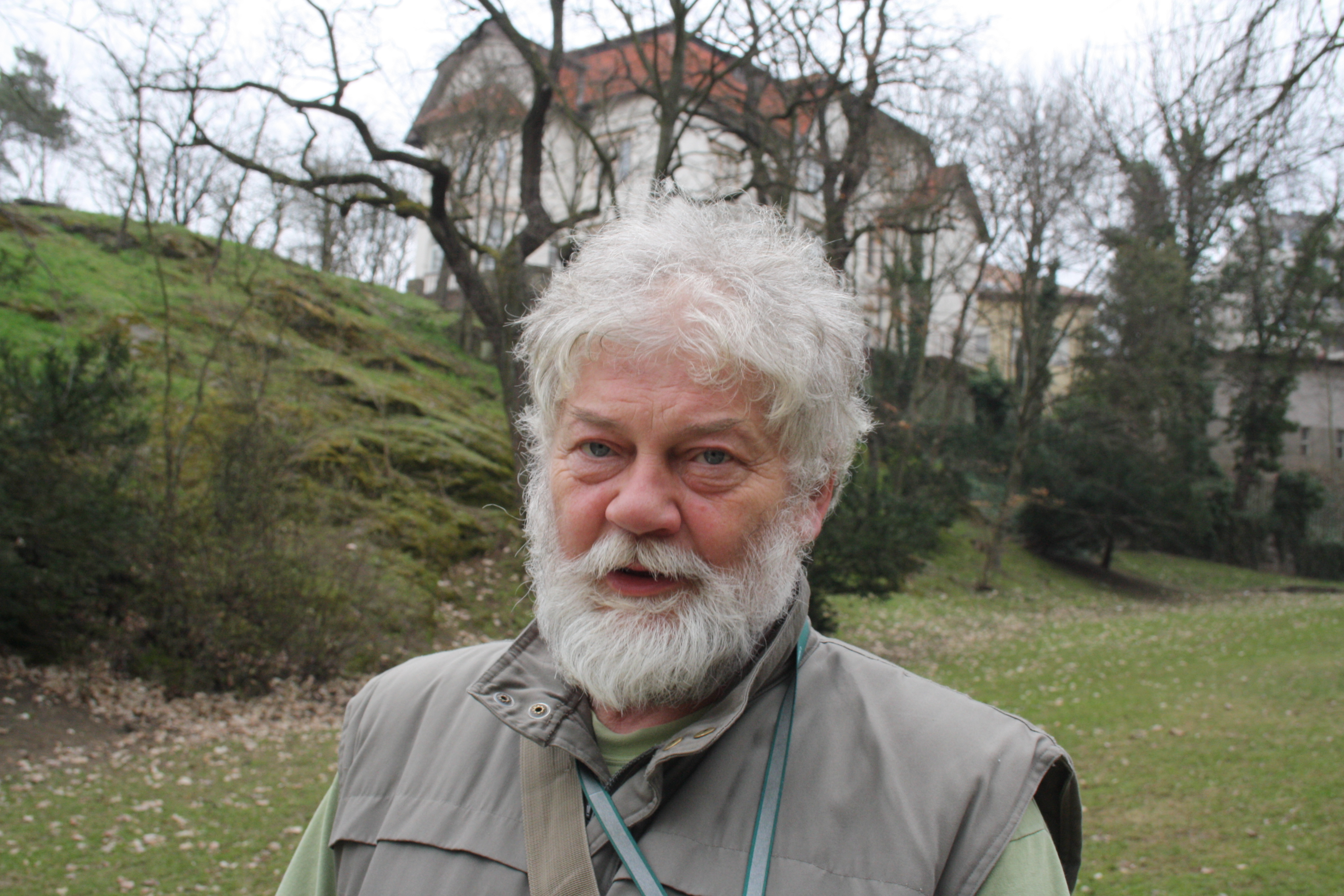
Pavel Heřman
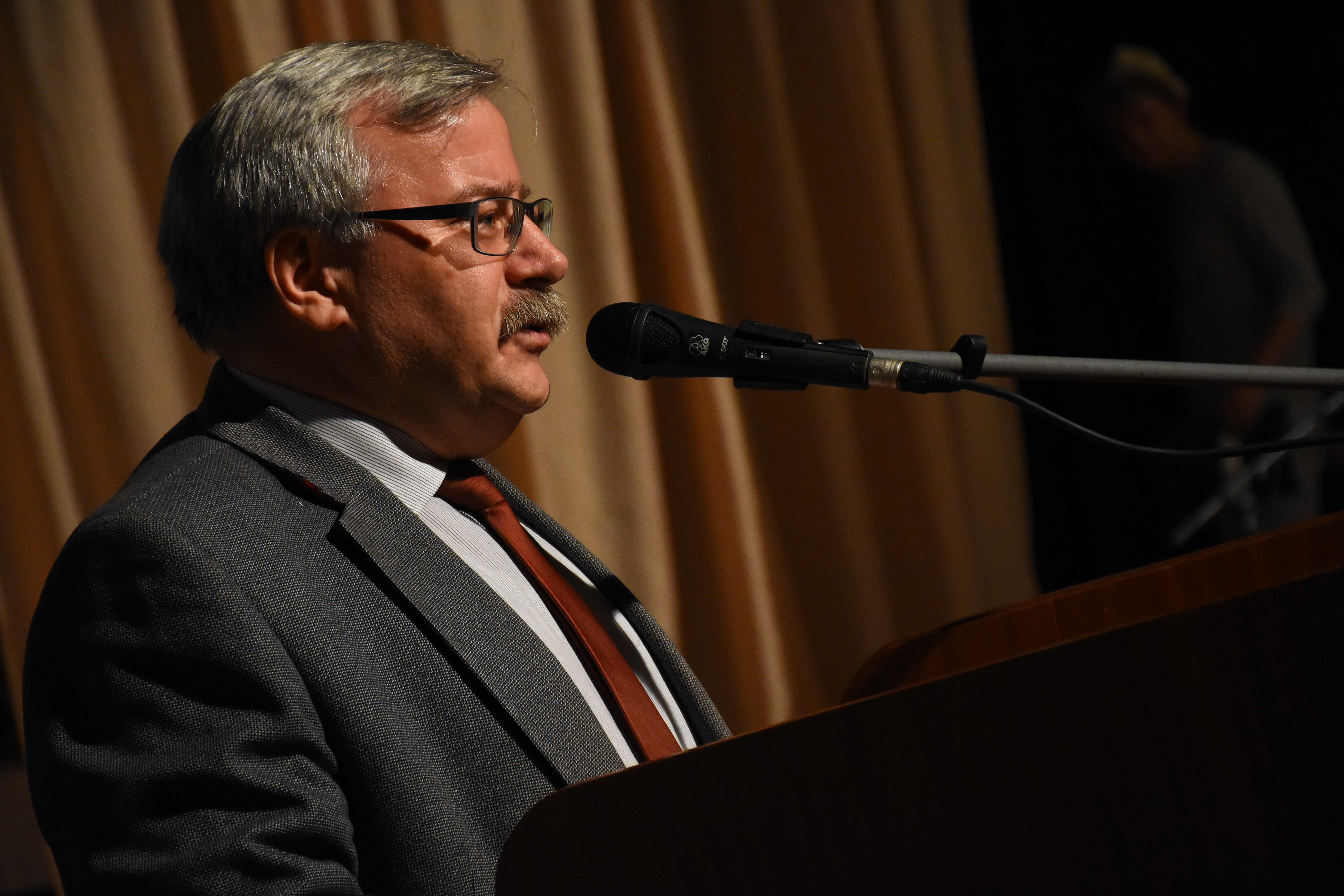
Pavel Janata
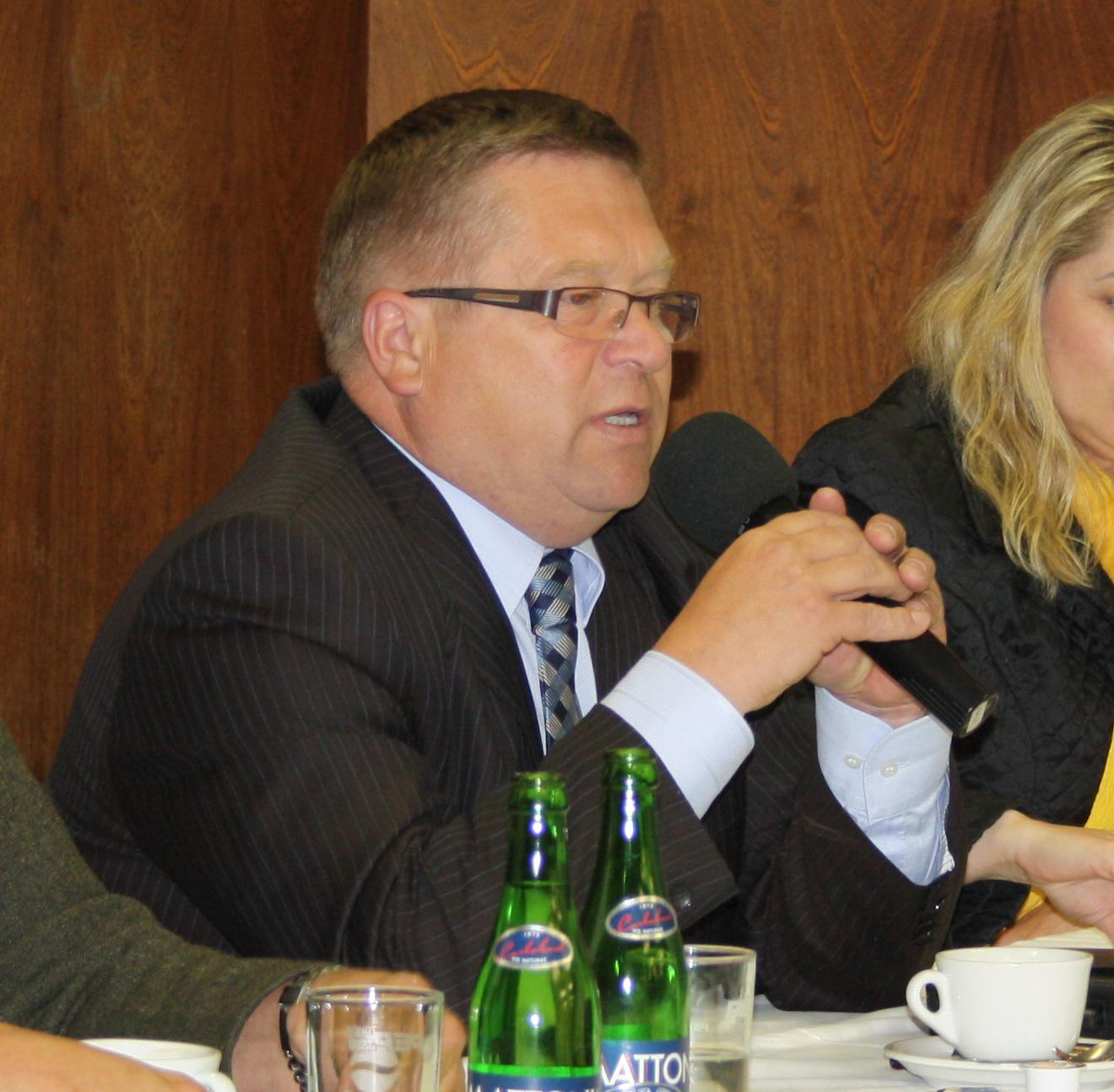
Vítězslav Jonáš
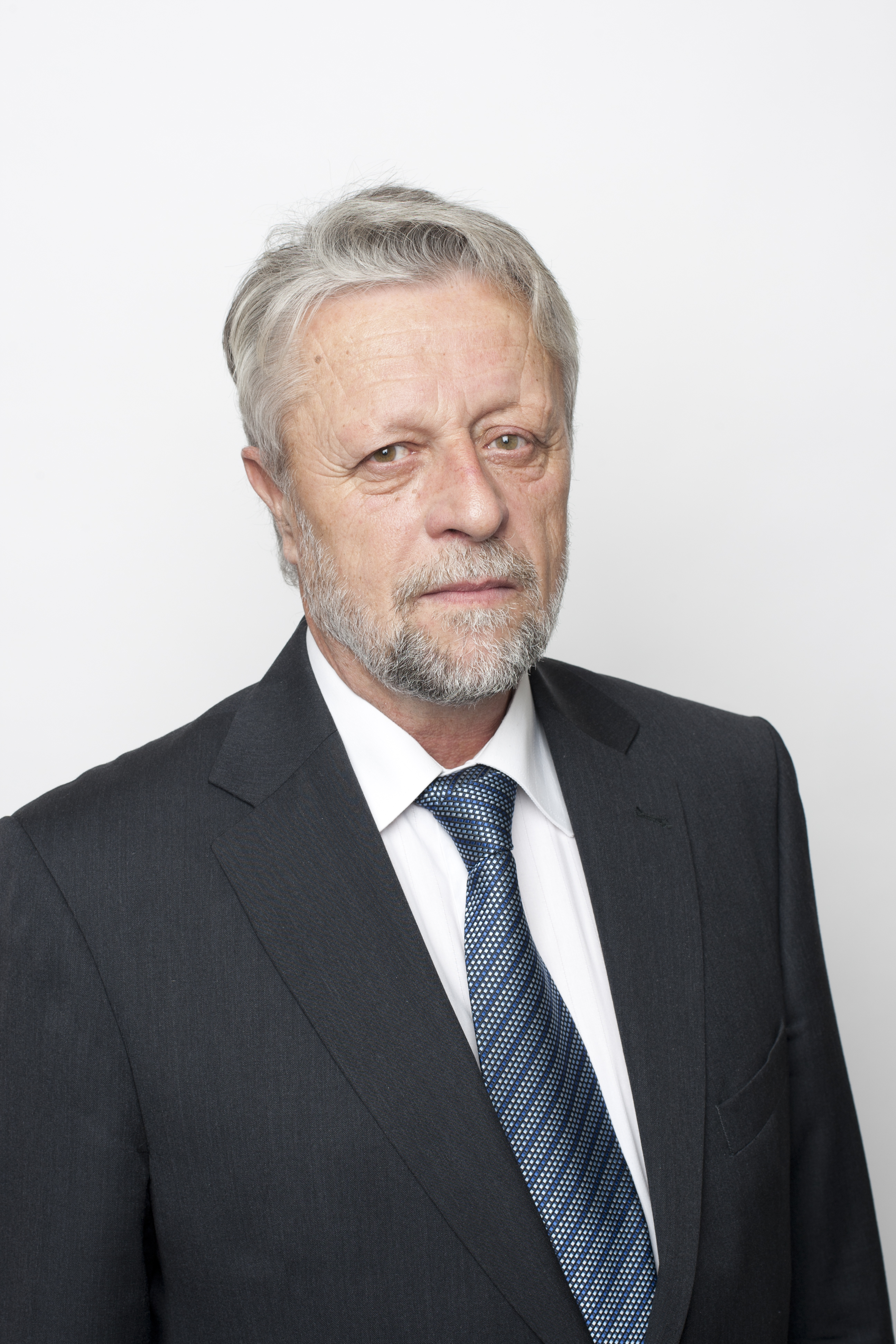
František Bublan
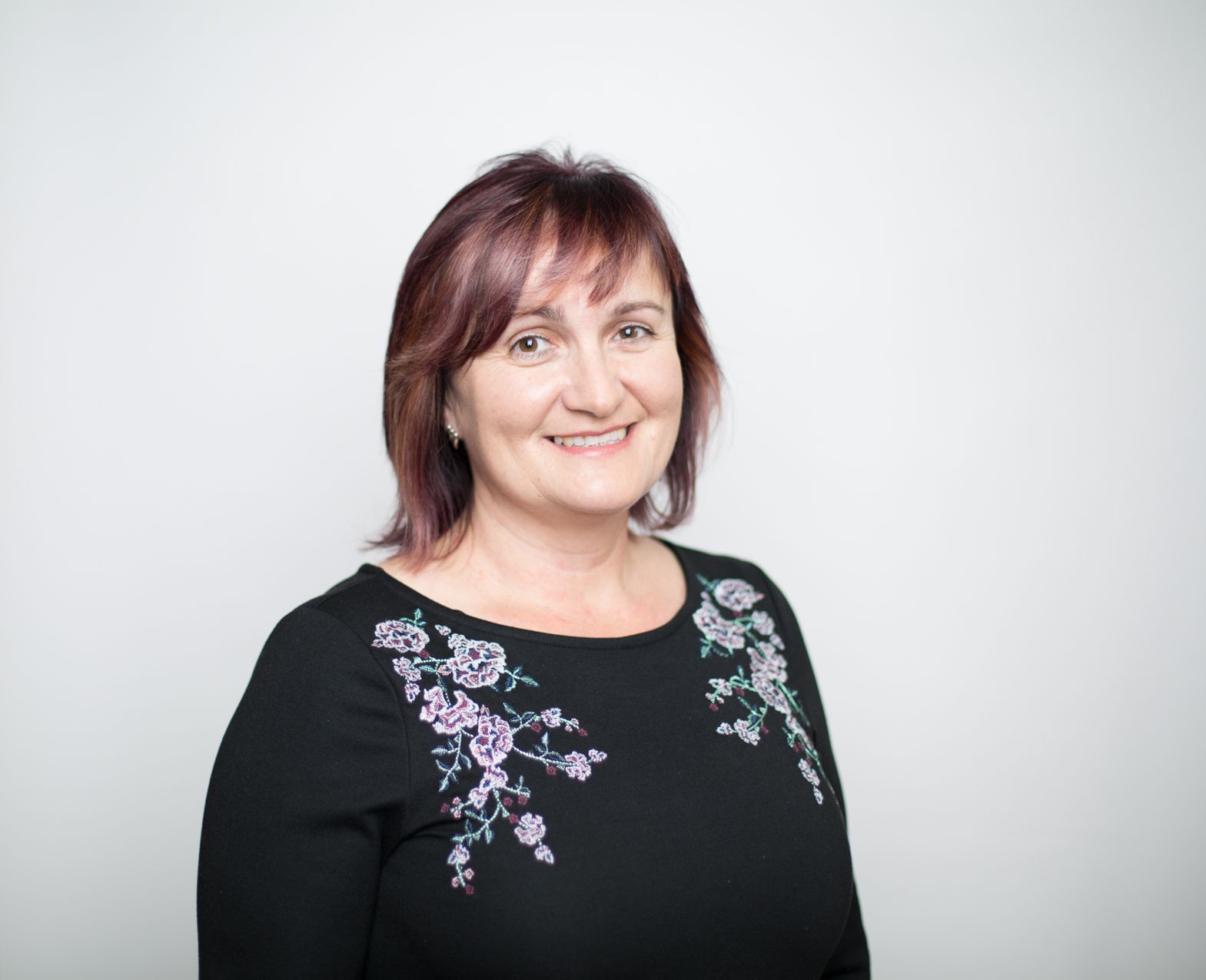
Hana Žáková

| Volby | Volby | Senátor               | Volební strana | Navrhující strana | Politická příslušnost | Odkaz  |
| ----- | ----- | --------------------- | -------------- | ----------------- | --------------------- | ------ |
|       | 1996  | MVDr. Pavel Heřman    | DEU            | DEU               | BEZPP                 | profil |
|       | 2000  | Ing. Pavel Janata     | 4KOALICE       | KDU-ČSL           | KDU-ČSL               | profil |
|       | 2006  | Vítězslav Jonáš       | ODS            | ODS               | ODS                   | profil |
|       | 2012  | Mgr. František Bublan | ČSSD           | ČSSD              | BEZPP                 | profil |
|       | 2018  | Hana Žáková           | STAN           | STAN              | BEZPP                 | profil |
| 2024  |       | Hana Žáková           | STAN           | STAN              | BEZPP                 |        |

## Volby

### Rok 1996
| Kandidát                  | Volební strana | Navrhující strana | Politická příslušnost | Počet hlasů (1. kolo) | %     | Počet hlasů (2. kolo) | %     |
| ------------------------- | -------------- | ----------------- | --------------------- | --------------------- | ----- | --------------------- | ----- |
| MVDr. Pavel Heřman        | DEU            | DEU               | BEZPP                 | 6 891                 | 21,17 | 14 656                | 59,66 |
| Ing. Petr Hort            | ODS            | ODS               | ODS                   | 9 379                 | 28,81 | 9 909                 | 40,34 |
| Ing. Ivo Novotný, CSc.    | KSČM           | KSČM              | KSČM                  | 5 913                 | 18,16 | —                     | —     |
| Ing. Vojtěch Vymětal      | ČSSD           | ČSSD              | ČSSD                  | 5 679                 | 17,44 | —                     | —     |
| Mgr. Ludmila Šilhavá      | SŽJ            | SŽJ               | SŽJ                   | 1 836                 | 5,64  | —                     | —     |
| Ing. Karel Müller         | ODA            | ODA               | ODA                   | 1 604                 | 4,93  | —                     | —     |
| Miloslav Vostrý           | NK             | NK                | BEZPP                 | 712                   | 2,19  | —                     | —     |
| MUDr. Lubomír Kukla, CSc. | MSLK_96        | MOR_SLEZ          | BEZPP                 | 543                   | 1,67  | —                     | —     |

### Rok 2000

Koláčové grafy 1. a 2. kola voleb do Senátu PČR v roce 2000 v okrese Třebíč.

| Kandidát | Kandidát            | Volební strana | Navrhující strana | Politická příslušnost | Počet hlasů (1. kolo) | %     | Počet hlasů (2. kolo) | %     |
| -------- | ------------------- | -------------- | ----------------- | --------------------- | --------------------- | ----- | --------------------- | ----- |
|          | Ing. Pavel Janata   | 4KOALICE       | KDU-ČSL           | KDU-ČSL               | 10 314                | 33,82 | 16 611                | 65,08 |
|          | Ing. Pavel Kováčik  | KSČM           | KSČM              | KSČM                  | 7 608                 | 24,94 | 8 912                 | 34,91 |
|          | MUDr. Jiří Mužík    | ODS            | ODS               | ODS                   | 6 132                 | 20,10 | —                     | —     |
|          | Miloš Mašek         | ČSSD           | ČSSD              | ČSSD                  | 4 753                 | 15,58 | —                     | —     |
|          | Ludmila Kramolišová | CAO            | CAO               | BEZPP                 | 1 687                 | 5,53  | —                     | —     |

### Rok 2006

Výsledky 1. a 2. kola voleb do Senátu PČR v roce 2006.

| Kandidát | Kandidát           | Volební strana | Navrhující strana | Politická příslušnost | Počet hlasů (1. kolo) | %     | Počet hlasů (2. kolo) | %     |
| -------- | ------------------ | -------------- | ----------------- | --------------------- | --------------------- | ----- | --------------------- | ----- |
|          | Vítězslav Jonáš    | ODS            | ODS               | ODS                   | 11 869                | 29,03 | 12 629                | 52,89 |
|          | Josef Zahradníček  | KSČM           | KSČM              | KSČM                  | 10 505                | 25,70 | 11 246                | 47,10 |
|          | Ing. Pavel Janata  | KDU-ČSL        | KDU-ČSL           | KDU-ČSL               | 7 641                 | 18,69 | —                     | —     |
|          | Miloš Mašek        | ČSSD           | ČSSD              | ČSSD                  | 7 214                 | 17,65 | —                     | —     |
|          | Bc. Hana Houzarová | SZ             | SZ                | SZ                    | 3 175                 | 7,76  | —                     | —     |
|          | Ing. Petr Hobl     | ODA            | ODA               | ODA                   | 468                   | 1,14  | —                     | —     |

### Rok 2012
| Kandidát               | Volební strana | Navrhující strana | Politická příslušnost | Počet hlasů (1. kolo) | %     | Počet hlasů (2. kolo) | %     |
| ---------------------- | -------------- | ----------------- | --------------------- | --------------------- | ----- | --------------------- | ----- |
| Mgr. František Bublan  | ČSSD           | ČSSD              | BEZPP                 | 9 089                 | 27,4  | 10 967                | 58,1  |
| Josef Zahradníček      | KSČM           | KSČM              | KSČM                  | 8 945                 | 26,97 | 7 909                 | 41,89 |
| Vítězslav Jonáš        | ODS            | ODS               | ODS                   | 5 784                 | 17,44 | —                     | —     |
| Josef Herbrych         | KDU-ČSL        | KDU-ČSL           | BEZPP                 | 4 884                 | 14,72 | —                     | —     |
| Ing. Vlastimil Bařinka | STAN           | STAN              | BEZPP                 | 4 460                 | 13,44 | —                     | —     |

### Rok 2018
V únoru 2018 herec Oldřich Navrátil oznámil, že bude v obvodu č. 53 – Třebíč kandidovat s podporou TOP 09 v senátních volbách v roce 2018. Dalšími kandidáty, kteří v únoru 2018 potvrdili účast, byli zastupitelka města Třebíče Naděžda Dobešová za ČSSD, starostka Koněšína Hana Žáková za STAN, bývalá ředitelka transfuzního centra Marie Dudíková za KDU-ČSL, nezávislý šéfredaktor Horáckých novin Petr Chňoupek, právník Michal Šalomoun za Piráty, notář Miroslav Michálek za ANO a majitel bazaru Petr Paul za SPD, KSČM pak nominovala předsedu okresního výboru KSČM Marka Nevorala, strana Rozumní pak nominovala lékaře Vladimíra Kotka.
V květnu 2018 Oldřich Navrátil stáhnul svoji kandidaturu. Důvodem mělo být to, že strana a kandidát nezískali podporu od dalších politických stran.
V srpnu roku 2018 byly oznámeny čísla kandidátů a konečné kandidátní listiny. Do druhého kola senátních voleb postoupili Hana Žáková a Miroslav Michálek. Senátorkou zvolenou do Senátu Parlamentu ČR byla Hana Žáková se ziskem 77,46 % hlasů.
| Kandidát | Kandidát                               | Volební strana | Navrhující strana | Politická příslušnost | Počet hlasů (1. kolo) | %     | Počet hlasů (2. kolo) | %     |
| -------- | -------------------------------------- | -------------- | ----------------- | --------------------- | --------------------- | ----- | --------------------- | ----- |
|          | Hana Žáková                            | STAN           | STAN              | BEZPP                 | 11 333                | 28,49 | 13 237                | 77,46 |
|          | JUDr. Miroslav Michálek, LL.M.         | ANO            | ANO               | BEZPP                 | 5 875                 | 14,77 | 3 850                 | 22,53 |
|          | JUDr. MgA. Michal Šalomoun, Ph.D.      | Piráti         | Piráti            | BEZPP                 | 5 412                 | 13,60 | —                     | —     |
|          | Mgr. Marie Dudíková                    | KDU-ČSL        | KDU-ČSL           | KDU-ČSL               | 5 306                 | 13,34 | —                     | —     |
|          | Marek Nevoral                          | KSČM           | KSČM              | KSČM                  | 3 986                 | 10,02 | —                     | —     |
|          | Naděžda Dobešová                       | ČSSD           | ČSSD              | ČSSD                  | 3 090                 | 7,77  | —                     | —     |
|          | Ing. Stanislav Zíma                    | NK             | NK                | BEZPP                 | 1 957                 | 4,92  | —                     | —     |
|          | JUDr. Petr Paul                        | SPD            | SPD               | SPD                   | 1 818                 | 4,57  | —                     | —     |
|          | Prim. MUDr. Vladimír Kotek, Ph.D., MBA | Rozumní        | Rozumní           | ND                    | 988                   | 2,48  | —                     | —     |

### Rok 2024
Ve volbách v roce 2024 senátorka Hana Žáková obhajovala svůj mandát za hnutí STAN. Podporovali ji také SNK ED a ODS. Kandidátem hnutí ANO byl generál Hasičského záchranného sboru ČR Drahoslav Ryba. Za SOCDEM kandidoval starosta městyse Okříšky Zdeněk Ryšavý. Kandidátem hnutí MZH byl novinář Petr Chňoupek. Za hnutí Švýcarská demokracie kandidoval vědecký pracovník Jaroslav Turánek, jehož kandidaturu podporovali také Svobodní, Soukromníci a hnutí JaSaN. O post senátora usilovali také advokát a kandidát hnutí MÁ VLAST ČMS Luděk Růžička a odborný ženský lékař a kandidát koalice SPD a Trikolora Václav Lhotský.
Do druhého kola postoupili Hana Žáková a Drahoslav Ryba. V druhém kole zvítězila dosavadní senátorka Hana Žáková.
| Kandidát | Kandidát                                 | Volební strana       | Navrhující strana    | Politická příslušnost | Počet hlasů (1. kolo) | %     | Počet hlasů (2. kolo) | %     |
| -------- | ---------------------------------------- | -------------------- | -------------------- | --------------------- | --------------------- | ----- | --------------------- | ----- |
|          | Hana Žáková                              | STAN                 | STAN                 | BEZPP                 | 12 178                | 41,22 | 10 424                | 56,22 |
|          | Ing. Drahoslav Ryba                      | ANO                  | ANO                  | BEZPP                 | 9 163                 | 31,01 | 8 116                 | 43,77 |
|          | Zdeněk Ryšavý                            | SOCDEM               | SOCDEM               | SOCDEM                | 2 602                 | 8,80  | —                     | —     |
|          | prof. RNDr. Jaroslav Turánek, CSc., DSc. | Švýcarská demokracie | Švýcarská demokracie | BEZPP                 | 2 022                 | 6,84  | —                     | —     |
|          | MUDr. Václav Lhotský                     | SPD, Trikolora       | SPD                  | SPD                   | 1 653                 | 5,59  | —                     | —     |
|          | Petr Chňoupek                            | MZH                  | MZH                  | MZH                   | 1 170                 | 3,96  | —                     | —     |
|          | Mgr. Luděk Růžička                       | MÁ VLAST ČMS         | MÁ VLAST ČMS         | MÁ VLAST ČMS          | 752                   | 2,54  | —                     | —     |

## Volební účast
|  | nejvyšší volební účast |  | nejnižší volební účast |

| Rok  | % (1. kolo) | % (2. kolo) |
| ---- | ----------- | ----------- |
| 1996 | 37,21       | 27,88       |
| 2000 | 36,05       | 28,09       |
| 2006 | 49,30       | 25,76       |
| 2012 | 39,81       | 20,81       |
| 2018 | 47,33       | 18,90       |
| 2024 | 34,75       | 21,08       |